# Jean-Paul Baudecroux
Pour les articles homonymes, voir Baudecroux.
 (septembre 2011).
Si vous disposez d'ouvrages ou d'articles de référence ou si vous connaissez des sites web de qualité traitant du thème abordé ici, merci de compléter l'article en donnant les références utiles à sa vérifiabilité et en les liant à la section « Notes et références ».
Jean-Paul Baudecroux, né le 11 mars 1946 à Neuilly-sur-Seine, est le fondateur et principal actionnaire du groupe audiovisuel français NRJ Group (radios NRJ, Nostalgie, Rire et Chansons et Chérie FM, et chaînes de télévision NRJ Hits et Chérie 25), dont il possède 82 % des parts.

## Biographie

### Formation et débuts professionnels
Fils de l'industriel Paul Baudecroux, qui inventa le rouge à lèvres indélébile Rouge Baiser dans les années 1920 et de Juliette Sebbah, Jean-Paul Baudecroux suit des études d'économie avant de rejoindre en 1965 l'équipe marketing de Revlon aux États-Unis. En 1972, il crée le service de réservation hôtelière « Élysée 12-12 ».

### Radio
Il se lance dans l'aventure de la radio libre à Paris après l'élection de François Mitterrand à la présidence de la République en 1981. C'est dans une chambre de bonne du 16e arrondissement qu'il installe les studios de sa station, intitulée « NRJ ». Les initiales forment un jeu de mots avec le mot « énergie » mais, dans les premières années, Jean-Paul fait la blague de dire que la signification de l'abréviation était, en fait, « Nouvelle Radio des Jeunes ».
Dès le début, il impose à NRJ un ton professionnel qui contraste avec l'amateurisme d'autres stations de l'époque. Son idée consiste à se démarquer de ses concurrents en développant des programmations musicales uniques et en s'adressant à des segments de population différents. Il rachète alors des radios locales pour développer son réseau puis d'autres stations, comme Chérie FM en 1987 et Rire & Chansons en 1990, et étend le concept NRJ à l'étranger, d'abord en Suisse et en Belgique, avant de mettre la main sur Nostalgie en 1998 puis sur RMC en 2000, à laquelle il doit renoncer pour ne pas se retrouver en infraction avec la loi.
En 1989, Jean-Paul Baudecroux introduit NRJ au Second Marché de la Bourse de Paris. Dans les années 2000, il diversifie les activités de son groupe en s'engageant dans la téléphonie mobile avec NRJ Mobile, dans la télévision avec la chaîne NRJ 12 (TNT, Cable, Satellite, box) et NRJ Hits (Cable, Satellite, box) et dans la production de spectacles avec NRJ Entertainment, dont un des succès est Le Roi Soleil en 2005-2006. Le groupe détient également les sociétés de diffusion Numericast et Towercast, parmi les principaux concurrents de TDF. De 2008 à 2014, il y avait également la chaîne NRJ Paris sur la TNT en Île-de-France.

## Engagements
En 1999, Jean-Paul Baudecroux crée la Fondation NRJ - Institut de France pour la recherche médicale, principalement axée sur les neurosciences.

## Fortune
En 2016, Jean-Paul Baudecroux est classé 115e fortune française au classement Challenges avec une fortune estimée à 600 millions d'euros.

## Ouvrages
- Annick Cojean et Frank Eskenazi, Fm - La folle histoire des radios libres, Grasset, 1er mars 1986.
- Thierry Lefebvre, La bataille des radios libres, Nouveau Monde Editions, 2 mai 2008.